# Desamortização na Espanha
A desamortização na Espanha foi um longo processo histórico-econômico iniciado no final do século XVIII por Godoy (1798) e concluído já entrado o século XX (16 de Dezembro de 1924). Em Portugal e outros países sucederam fenômenos de características similares.
Consistiu em pôr no mercado, mediante leilão público, as terras e bens não produtivos em poder das chamadas «mãos-mortas», quase sempre da Igreja Católica ou das ordens religiosas e territórios nobiliários, que os acumularam como habituais beneficiárias de doações, testamentos e abintestatos.
Sua finalidade foi acrescentar a riqueza nacional e criar uma burguesia e classe média de lavradores proprietários. Além disso, o erário obtinha rendas extraordinárias com as que se visava amortizar os títulos da dívida pública.
A desamortização tornou-se a principal arma política com que os liberais modificaram o regime da propriedade do Antigo Regime, para implantar o novo Estado burguês durante a primeira metade do século XIX.

## Carlos III, Carlos IV
Foi realizada nos reinados de Calos III e Calos IV entre 1766 e 1808. Inclui a desamortização de Godoy e o ministro Cayetano Soler entre 1800 e 1808. Nela foram desamortizados bens da Companhia de Jesus, de hospitais, hospícios, Casas de Misericórdia e de Colégios Maiores universitários e incluía também bens não explorados de particulares.

## José I
José I realizou também uma pequena desamortização que não implicou a supressão da propriedade, senão a confiscação das suas rendas para vitualhas e despesas de guerra das tropas francesas, de jeito que se devolveram em 1814.

## Mendizábal

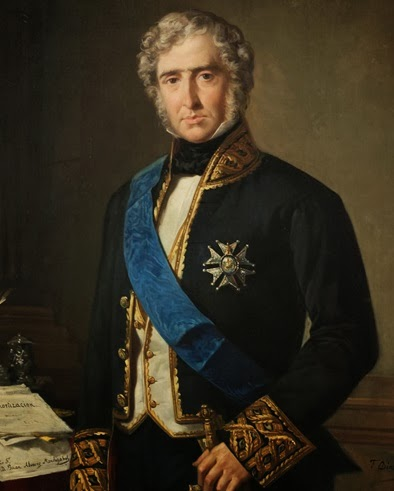
Juan Álvarez Mendizábal

Durante o Triênio liberal (1820–1823) levaram-se a cabo outras desamortizações tão pouco ambiciosas quanto esta e igualmente desfeitas após a queda do regime liberal. As realmente importantes foram, sobretudo, as de Juan Álvarez Mendizábal e Pascual Madoz.
A de Mendizábal, ministro da regente Maria Cristina de Bourbon, em 1836, teve umas consequências muito importantes para a história social da Espanha, embora os seus resultados (já não geridos por Mendizábal, que cessou como ministro em Maio de 1836, senão pelos seus sucessores) fossem relativamente pobres.
Como a divisão dos lotes foi encomendada a comissões municipais, estas aproveitaram do seu poder para fazer manipulações e configurar grandes lotes inatingíveis aos pequenos proprietários, mais sufragáveis pelas oligarquias endinheiradas, que podiam comprar tanto os grandes lotes quanto os pequenos.
Os pequenos lavradores não puderam entrar nas licitações e as terras foram compradas por nobres e burgueses endinheirados, de jeito que não pôde ser criada uma verdadeira burguesia ou classe média na Espanha que sacasse o país do seu marasmo.
Os terrenos desamortizados pelo governo foram unicamente eclesiásticos, nomeadamente aqueles que caíram em desuso. Apesar de desapropriarem grande parte das propriedades da igreja, esta não recebeu nenhuma compensação em troca. Por isto a igreja tomou a decisão de excomungar tanto os desapropriadores quanto os compradores das terras, o que fez com que muitos não decidissem comprar diretamente as terras e o fizessem através de intermediários ou testas-de-ferro.

## Espartero

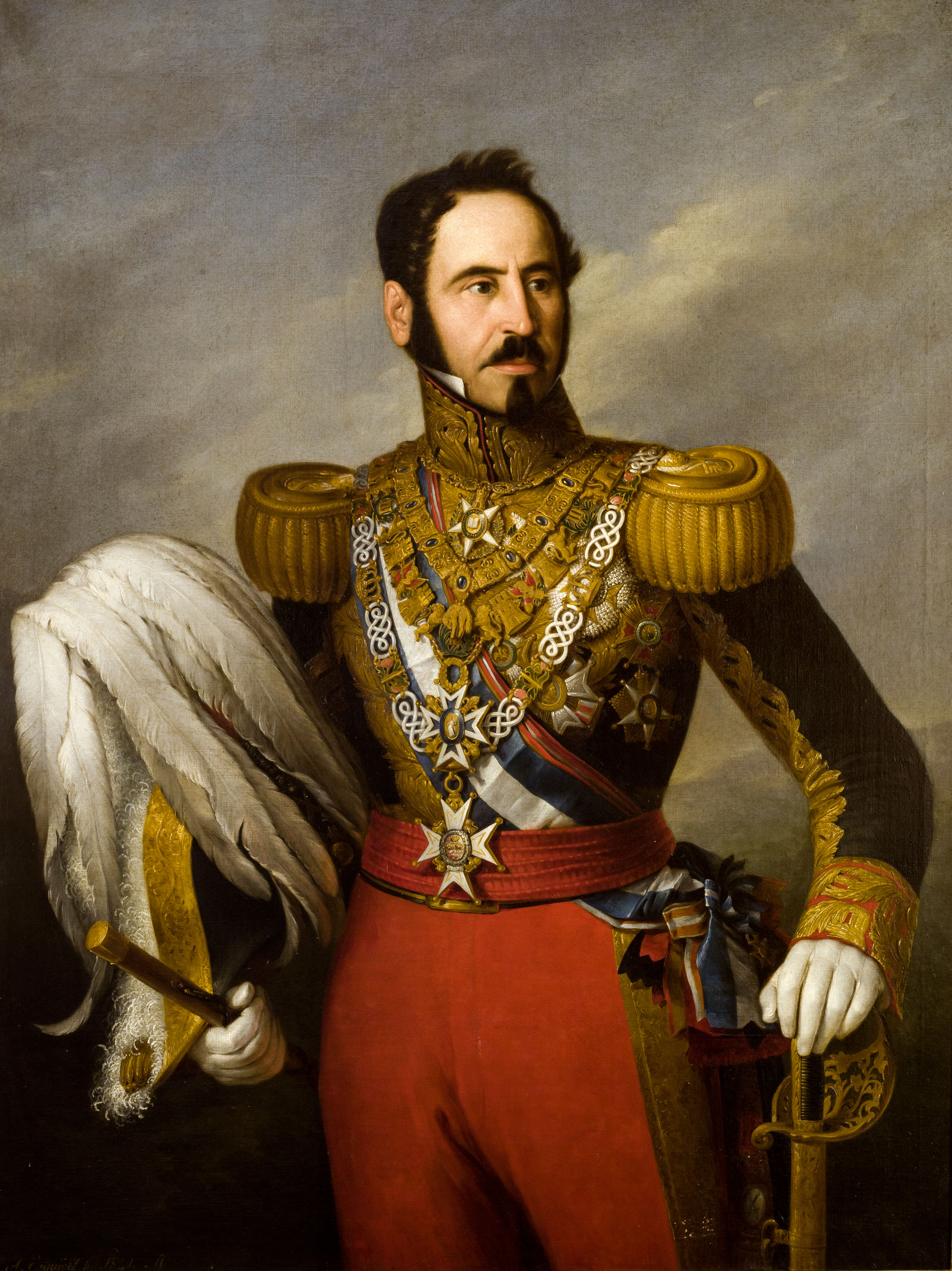
Retrato de Baldomero Espartero, pelo pintor espanhol Antonio María Esquivel.

A 2 de Setembro de 1841 o recém nomeado regente, o progressista Baldomero Espartero, impôs a desamortização de bens do clero secular. Esta lei durará escassamente três anos e ao afundar-se o partido progressista a lei foi derrogada.
Em 1845, durante a Década Moderada, o Governo tenta restabelecer as relações com a Igreja, o que levou à assinatura da Concordata de 1851.

## Madoz
Durante o segundo governo do progressista Espartero, o seu ministro de Fazenda, Pascual Madoz, realiza uma nova desamortização (1855) que foi executada com maior controlo que a de Mendizábal. A 1 de Maio de 1855 publicava-se em La Gaceta de Madrid e, a 31, a Instrução para a realizar.
Declaravam-se em venda todas as propriedades do Estado, do clero, das Ordens Militares (Santiago, Alcántara, Calatrava, Montesa e São João de Jerusalém), confrarias, obras pias, santuários, do ex-infante Dom Carlos, de os próprios e os comuns das povoações, da beneficência e da instrução pública, com algumas exceções. Igualmente permitia-se a desamortização dos censos pertencentes às mesmas organizações.
Foi a que alcançou um maior volume de vendas e teve uma importância superior a todas as anteriores, porém os historiadores ocuparam-se tradicionalmente muito mais da de Mendizábal. Sua importância reside na sua duração, no grande volume de bens mobilizados e nas grandes repercussões que teve na sociedade espanhola.
Após ter sido motivo de confronto entre conservadores e liberais, agora todos os partidos políticos reconhecem a necessidade de acabar com as mãos mortas para atingir um maior desenvolvimento econômico do país. 
A aplicação da lei foi suspensa a 14 de Outubro de 1856, retomando-se de novo dois anos depois, a 2 de Outubro de 1858, sendo Leopoldo O'Donnell o presidente do Conselho de Ministros, não cessando as vendas até fim de século, continuando apesar das diferentes mudanças de governo.
Em 1867 venderam-se ao todo 198 523 imóveis rústicos e 27 442 urbanos. O estado ingressou 7 856 000 000 reais dentre 1855 e 1895, quase o duplo do obtido com a desamortização de Mendizábal. Este dinheiro foi dedicado primariamente a cobrir o déficit do orçamento do Estado, amortização de Dívida pública e obras publicas, sendo reservados 30 milhões de reais anuais para a reedificação e reparação das igrejas da Espanha.
Tradicionalmente, este período fora chamado de "desamortização civil", nome inexato, pois se bem que se licitaram grande número de imóveis que foram propriedade comunal das povoações, o qual constituía uma novidade, também se venderam muitos bens até então pertencentes à igreja, sobretudo os que estavam em posse do clero secular.
Em conjunto, acredita-se que de todo o desamortizado, 30% pertencia à igreja, 20% a beneficência e 50% às propriedades municipais, primariamente das povoações. O Estatuto Municipal de José Calvo Sotelo de 1924 derrogou definitivamente as leis sobre desamortização dos bens das povoações e com isso a desamortização de Madoz.

## Consequências

### Sociais
Se generalizarmos e dividíssemos a Espanha numa zona sul com predomínio do latifundismo e uma faixa norte na qual existe uma maioria de explorações rurais médias e pequenas, poderíamos concluir, de acordo com os trabalhos de Richard Herr, que o resultado da desamortização será concentrar a propriedade em cada região em proporção ao grau existente previamente, pelo tanto não ocorreu um câmbio radical na estrutura da propriedade.
As parcelas pequenas que se licitaram foram compradas pelos habitantes de localidades próximas, enquanto as de maior tamanho adquiriram-nas pessoas mais ricas que viviam geralmente em cidades a maior distância da propriedade.
Na zona meridional de predomínio latifundiário, não existiam pequenos agricultores que tivessem recursos econômicos suficientes para as licitações de grandes propriedades, com o qual se reforçou o latifundismo. Contudo, isto não ocorreu em termos gerais na faixa norte do país.
Outra questão diferente é a privatização dos bens comunais que pertenciam aos municípios. Muitos camponeses viram-se afetados ao verem-se privados de uns recursos que contribuíam para a sua subsistência (lenha, pastos etc.), pelo qual se acentuou a tendência emigratória da população rural que se dirige para zonas industrializadas do país ou para América. Este fenômeno migratório atinge níveis muito altos em finais do século XIX e princípios do XX.

### Econômicas
- Houve um saneamento da Fazenda Pública, a qual ingressou mais de 14 000 milhões de reais procedentes dos leilões.
- Houve um aumento da superfície cultivada e da produtividade agrícola, assim mesmo melhoraram-se e especializaram os cultivos graças a novas inversões dos proprietários. Em Andaluzia, por exemplo, estendeu-se consideravelmente o olival e a vide. Tudo isso, porém, influiu negativamente no aumento do desflorestamento.

### Culturais
Muitos quadros e livros de mosteiros foram vendidos a preços baixos e acabaram em outros países, embora grande parte dos livros foram a engrossar os fundos das bibliotecas públicas ou universidades. Ficaram abandonados numerosos edifícios de interesse artístico (igrejas, mosteiros) com a subsequente ruína dos mesmos, mas outros foram transformados em edifícios públicos e conservados para museus ou outras instituições.

### Políticas e ideológicas
Um dos objetivos da desamortização foi permitir a consolidação do regime liberal e que todos aqueles que comprassem terras formassem uma nova classe que pequenos e medianos proprietários adictos ao regime. Contudo, não se conseguiu este objetivo, ao adquirirem a maior parte das terras desamortizadas, particularmente no sul da Espanha, os grandes proprietários.

### Outras
A desamortização dos conventos contribuiu para a transformação do modelo de cidade. Muitas grandes cidades evoluíram da cidade conventual, com grandes edifícios religiosos, para a cidade burguesa, com construções de mais altura, alargamentos e novos espaços públicos graças às demolições.
Os antigos edifícios religiosos passaram a ter outros usos, muitos se transformaram em edifícios públicos (museus, quartéis, hospitais), outros foram demolidos para a apertura de novas ruas ou o alargamento das existentes, alguns se tornaram templos paroquiais ou se licitaram e passaram a mãos privadas.